# Typ 98 Ke-Ni
Typ 98 Ke-Ni – japoński czołg lekki z okresu II wojny światowej.
W 1938 roku rozpoczęto badania prototypów czołgów lekkich, planowanych następców czołgu Typ 95 Ha-Go. Po testach odrzucono prototyp skonstruowany w zakładach Mitsubishi (Typ 98B) i do produkcji skierowano czołg firmy Hino.
Nowy czołg lekki miał konstrukcję zbliżoną do poprzednika. Podobnie jak w nim zastosowano zawieszenie składające się z dwukołowych wózków amortyzowane poziomymi resorami spiralnymi. Koło napędowe znajdowało się z przodu, napinające z tyłu. Gąsienica była podtrzymywana od góry przez dwie rolki. W porównaniu z czołgiem Typ 95 zwiększono grubość pancerza (z 6–12 do 12–16 mm). Na kadłubie umieszczono obrotową wieżę mieszczącą nowoczesną armatę czołgową Typ 100 kalibru 37 mm. Z armatą sprzężony był czkm Typ 97 kalibru 7,7 mm. Drugi karabin maszynowy zamocowany był z tyłu wieży, a trzeci w kadłubie obok kierowcy. Napęd czołgu stanowił sześciocylindrowy, rzędowy, chłodzony powietrzem  silnik wysokoprężny o mocy 95,7 kW.
Produkcję seryjną czołgu Typ 98 uruchomiono w 1942 roku.